# Sully – Csoda a Hudson folyón
A Sully – Csoda a Hudson folyón 2016-os amerikai életrajzi dráma Clint Eastwood rendezésében, Tom Hanks, Anna Gunn, Aaron Eckhart, Sam Huntington, Laura Linney, Autumn Reeser és Jerry Ferrara szereplésével. 
Az Egyesült Államokban 2016. szeptember 9-én, míg Magyarországon szinkronizálva 2016. szeptember 8-án mutatták be az InterCom forgalmazásában.

## Cselekmény
|  | Alább a cselekmény részletei következnek! |

2009. január 15-én a US Airways 1549-es járata nem sokkal a felszállás után madarakkal ütközik, ennek következtében a gép mindkét hajtóműve leáll. Az irányítótorony felajánlja a visszafordulást és a vészhelyzeti leszállást, illetve egy másik repülőtéren való leszállást is (ami 11 km távolságra van). Mivel a gép magassága és sebessége ezek eléréséhez nem elegendő, a kapitány úgy dönt, hogy bár erre nem kapott kiképzést, leszáll a géppel a Hudson folyón.
Bár a leszállás sikeres és az utasok csak kisebb sérüléseket szenvednek, a légi-katasztrófákat vizsgáló bizottság (az NTSB) vizsgálatot folytat annak érdekében, hogy az eseményeket, illetve az azokhoz vezető okokat, elsősorban a gép kapitányának szerepét tisztázzák. A nyomozók ugyanis azt feltételezik, hogy a bal oldali hajtómű alapjáraton még működőképes volt, így a géppel le lehetett volna szállni mindkét repülőtéren. A kapitány vitatja ezt.
A szimulációk azt mutatják, hogy a géppel valóban le lehetett volna szállni mindkét repülőtéren, azonban a kapitány rámutat, hogy az ütközés után a gép állapotának felmérése, a hajtómű újraindításának megkísérlése némi időt vett igénybe, amit a szimulációk során nem vettek figyelembe. Amikor beépítik a 35 másodperces késlekedést a műveletek folyamatába, a gép mindkét esetben épületekbe ütközik (vagyis a leszállási kísérletek meghiúsultak). 
Időközben előkerül a folyóból a gép bal oldali hajtóműve, ennek vizsgálata azt mutatja, hogy a hajtómű működésképtelen volt, ahogy a kapitány állította.
A vízreszállás után a 155 utast a közelben rendszeresen közlekedő kompok, a parti őrség, illetve a rendőrség kimenti a repülőgép szárnyairól.
|  | Itt a vége a cselekmény részletezésének! |

## Szereplők
| Szereplő                              | Színész           | Magyar hang        |
| ------------------------------------- | ----------------- | ------------------ |
| Chesley „Sully” Sullenberger kapitány | Tom Hanks         | Kőszegi Ákos       |
| Jeff Skiles első tiszt                | Aaron Eckhart     | Sebestyén András   |
| Lorraine Sullenberger, Sully felesége | Laura Linney      | Kisfalvi Krisztina |
| Dr. Elizabeth Davis                   | Anna Gunn         | Kocsis Judit       |
| Mike Cleary                           | Holt McCallany    | Vári Attila        |
| Charles Porter                        | Mike O'Malley     | Maday Gábor        |
| Ben Edwards                           | Jamey Sheridan    | Rosta Sándor       |
| Diane Higgins                         | Valerie Mahaffey  | Málnai Zsuzsa      |
| L. T. Cook                            | Jeff Kober        | Mikula Sándor      |
| Sheila Dail                           | Jane Gabbert      | Zsurzs Kati        |
| Doreen Welsh                          | Molly Hagan       | Götz Anna          |
| Lucille Palmer                        | Delphi Harrington | Bókai Mária        |
| Rob Kolodjay                          | Christopher Curry | Csuha Lajos        |
| Carl Clarke                           | Brett Rice        | Várday Zoltán      |
| Sofőr                                 | Ahmed Lucan       | Joó Gábor          |